# Audi A6
Audi A6 — автомобіль бізнес-класу, що випускається німецьким автовиробником Audi AG. Він прийшов на зміну Audi 100 у 1994 році. А6 виробляється в місті Неккарзульм, Німеччина. Доступний у кузові седан та універсал.

## Audi A6 C4/4A (1994—1997)
В 1994 році Audi 100 (яка вироблялася з 1968 року), піддався черговій модернізації і отримав назву Audi A6, за прикладом стали на конвеєр в тому ж році Audi A8 та Audi A4. При цьому автомобіль отримав нову гаму двигунів і деякі нові елементи кузова (фари, решітку радіатора, бампери, змінили форму капота та малюнок решітки радіатора, передні покажчики повороту перемінили свій колір з жовтогарячого на молочно-білий. Задні ліхтарі стали ширше (на правий навіть перемістилася замкова щілина багажника). накладні бічні молдинги знизу дверей, «суцільний» підголівник, з'явився дублер сигналу повороту на передніх крилах, та ін.), але платформа С4 дісталася йому в спадок від старої Audi 100, всі старі переваги «шістка» зберегла. Серед безсумнівних переваг Audi A6 першого покоління можна назвати прекрасно зроблений «вічний» кузов, відмінні двигуни, а також просту та скажено надійну підвіску, яку можна ремонтувати самостійно або в найближчому сервісі. Не можна пройти повз той факт, що Audi A6 оснащували знаменитою системою повного приводу. Quattro.
Audi A6 випускається з повністю оцинкованим кузовом, з переднім або повним (quattro) приводом, широкою гамою бензинових (у тому числі з подвійним наддувом) і дизельних (із прямим упорскуванням) двигунів, розташованих здовж попереду, з механічною та автоматичною коробками передач.
Усі представники модельного ряду Audi A6/S6, що протримався на конвеєрі три роки, надзвичайно різноманітні. Із серпня 1995 році з'явилася спортивна повнопривідна версія Audi S6 C4/4A. Її відрізняють додаткова емблемка на решітці радіатора, знижена на 20 мм посадка кузова за рахунок піджатої по-спортивному підвіски, низькопрофільні покришки 225/50 ZR16 і легкосплавні диски розміром 7,5J, твердіші сидіння із особливо розвинутою бічною підтримкою тільки шкірою. Двигуни їй дісталися від попередниці S4: 230-сильний 2,2-літровий I5 (AAN) і 290-сильний 4,2-літровий V8 (АВН) від Audi V8.
Універсали Avant більше схожі на хетчбеки зі збільшеним корисним обсягом — саме для нетривалих поїздок за місто, якщо немає дачного причепа. В них безліч зручних ніш для «дрібниць», але при тривалих поїздках комфортно в салоні буде не більше ніж чотирьом.
Від попередника, A6 дісталася велика гама економічних, високо потужних бензинових і дизельних двигунів, найпопулярнішими серед яких виявилися бензинові V-подібні «шістки», на які випало більше половини продажів нових автомобілів.

### Quattro
Гордість компанії Audi — повнопривідні версії quattro, які були представлені і у сімействі A6 С4. Зазначимо, що вони зустрічаються в нас досить часто. Трансмісія Quattro, оснащена міжосьовим механічним диференціалом Torsen, який забезпечує постійний перерозподіл крутного моменту між передніми та задніми колесами, дуже надійна під час експлуатації не викликає будь-яких нарікань. Трансмісія quattro має ще й примусове блокування заднього міжколісного диференціала, яка активізується за допомогою спеціальної кнопки прямо зсередини салону та дозволяє автомобілю легко вибратися з невеликого бруду. При експлуатації таких версій потрібно регулярно міняти масло (через 70 тис. км) у задньому редукторі.
Усі моделі платформи C4 зняли з виробництва влітку 1997 року у зв'язку з освоєнням зовсім нової Audi A6 (кузов 4B / платформа C5).

## Audi A6 C5/4B (1997—2004)
В 1997 році була представлена нова Audi A6. Автомобіль отримав нову платформу С5 і новий кузов розроблений дизайнерами Audi під керівництвом  Петера Шраєра. Новий стиль автомобіля став фірмовим лицем всієї лінійки автомобілів Audi. Новий кузов дістав схвальні відгуки за свій дизайн, і дозволив Audi A6 мати дуже низький для автомобілів свого класу коефіцієнт лобового опору 0,28. Все це дозволило конкурувати A6 з лідерами у своєму класі BMW 5 Серії та Mercedes-Benz E-Клас, а журнал Car and Driver включав Audi A6 в десятку найкращих автомобілів в 2000 і 2001 роках.

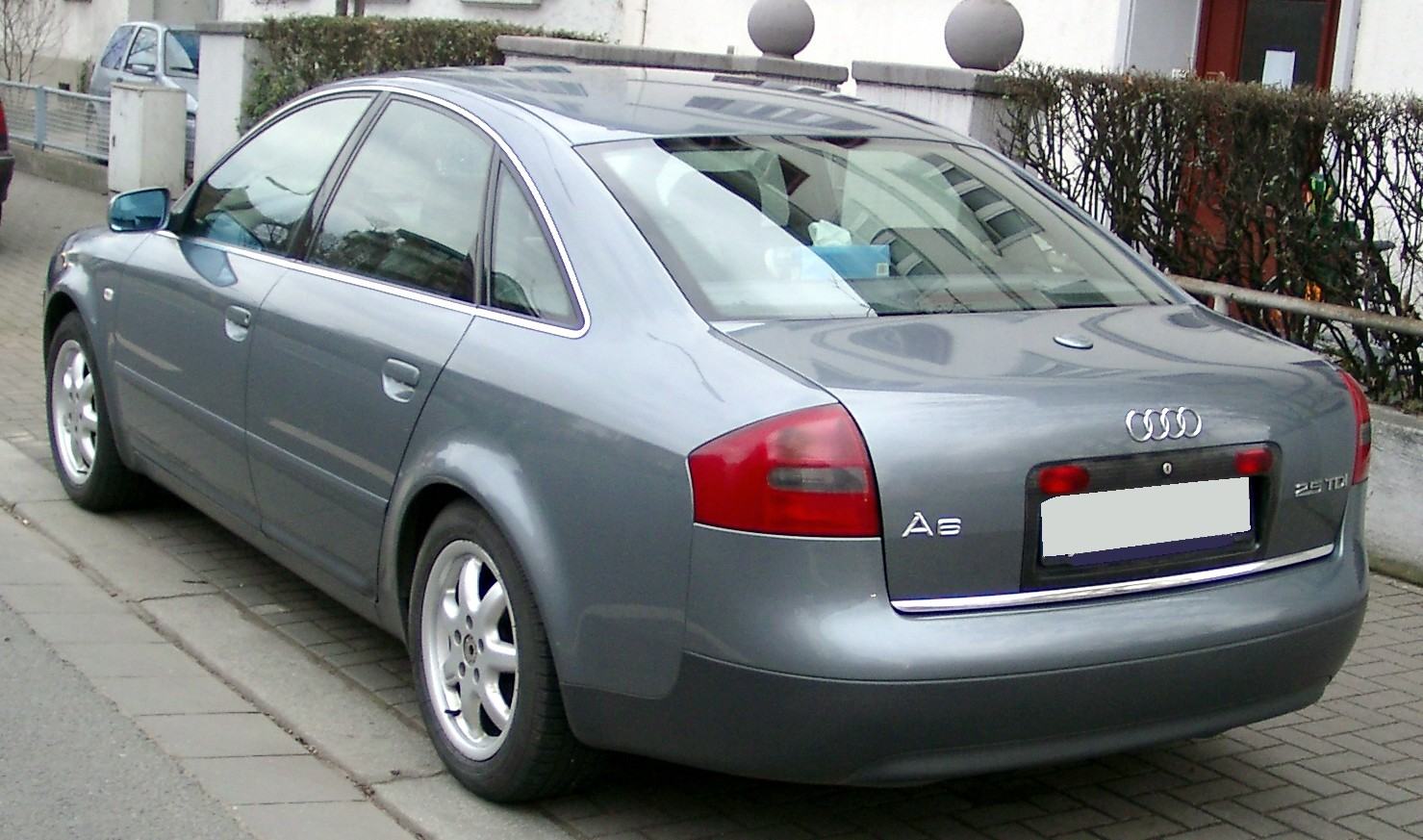
Audi A6 C5 (1997—2004)
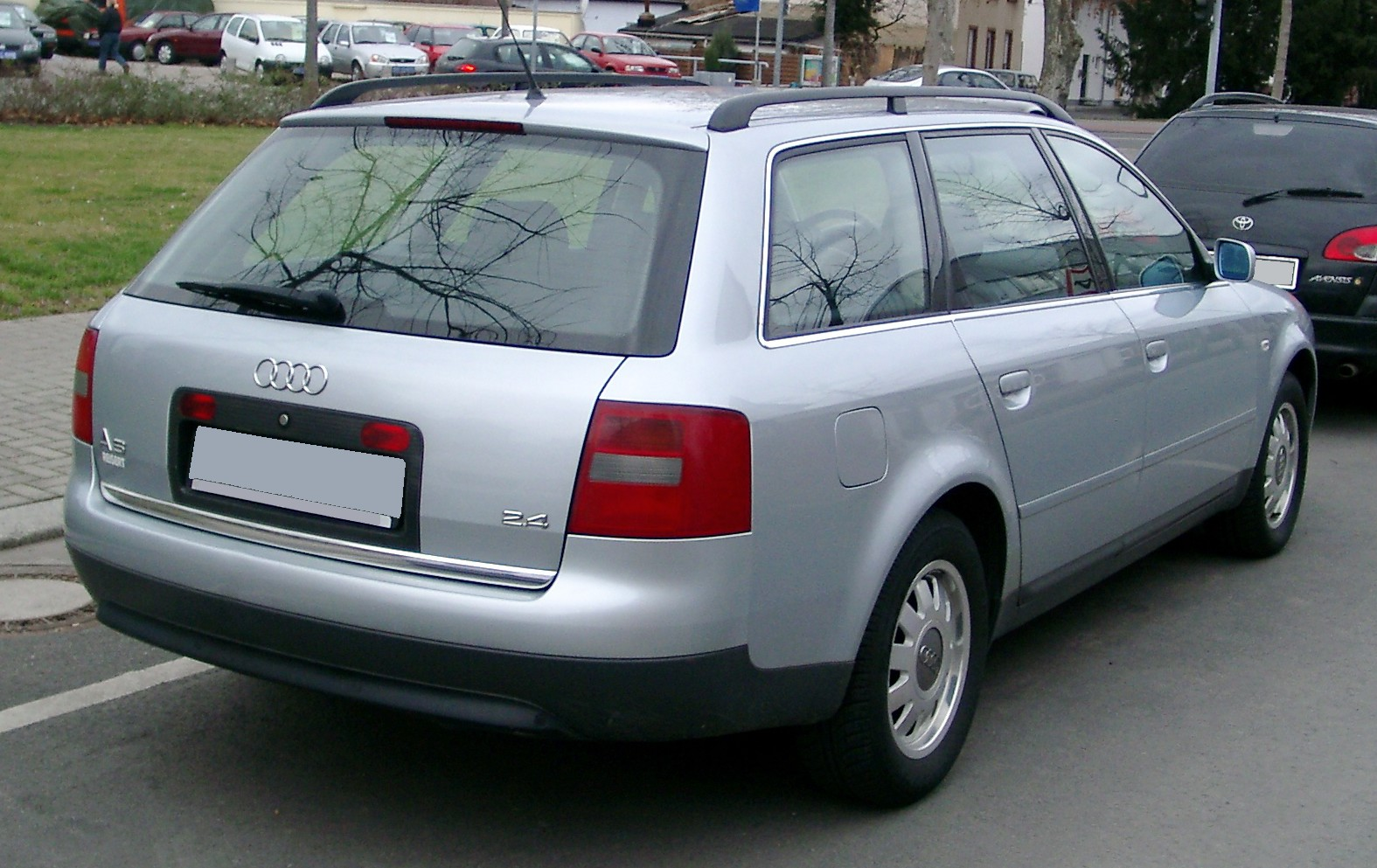
Audi A6 C5 Avant (1998—2004)
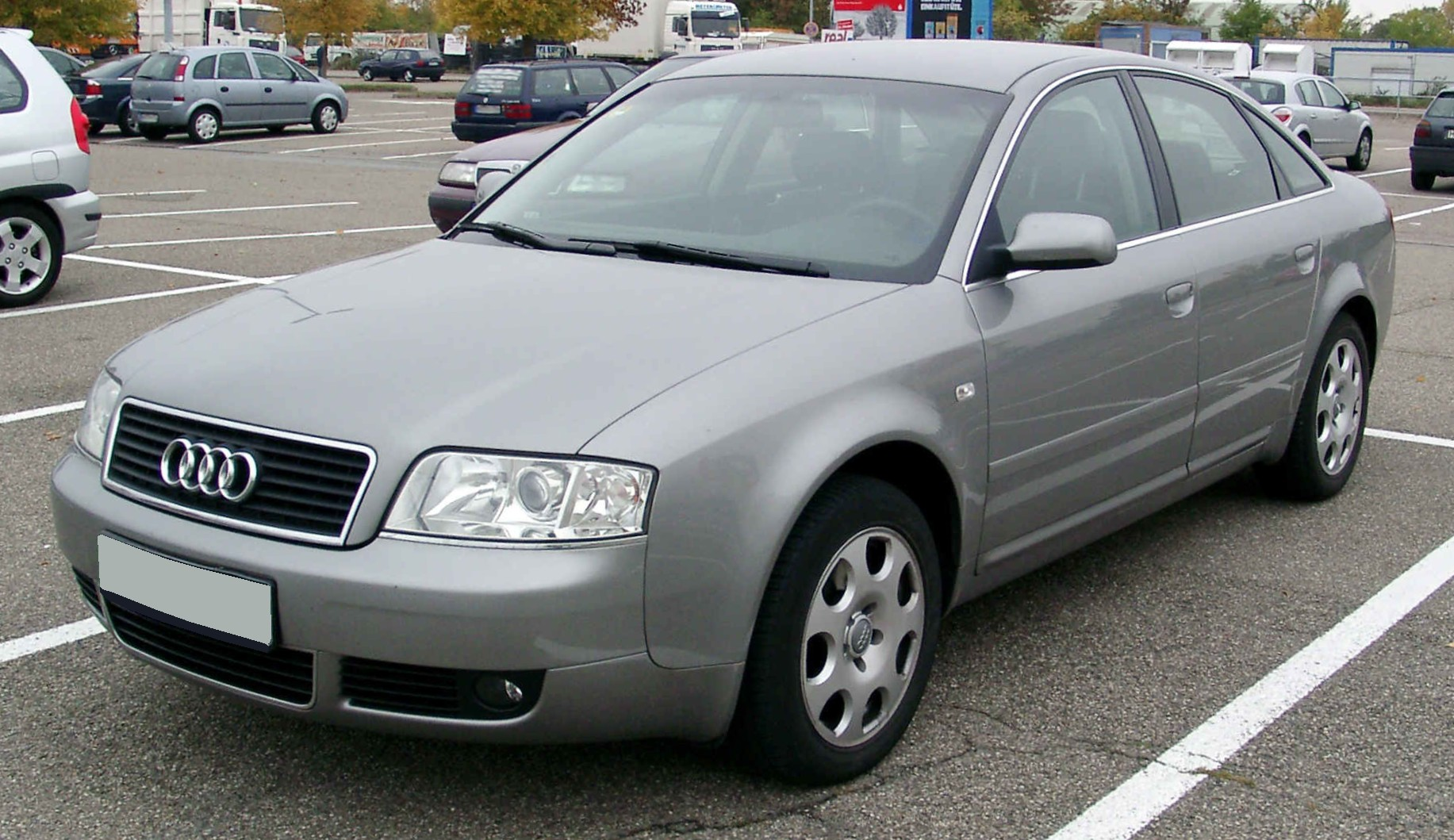
Audi A6 C5 (2001–2004)
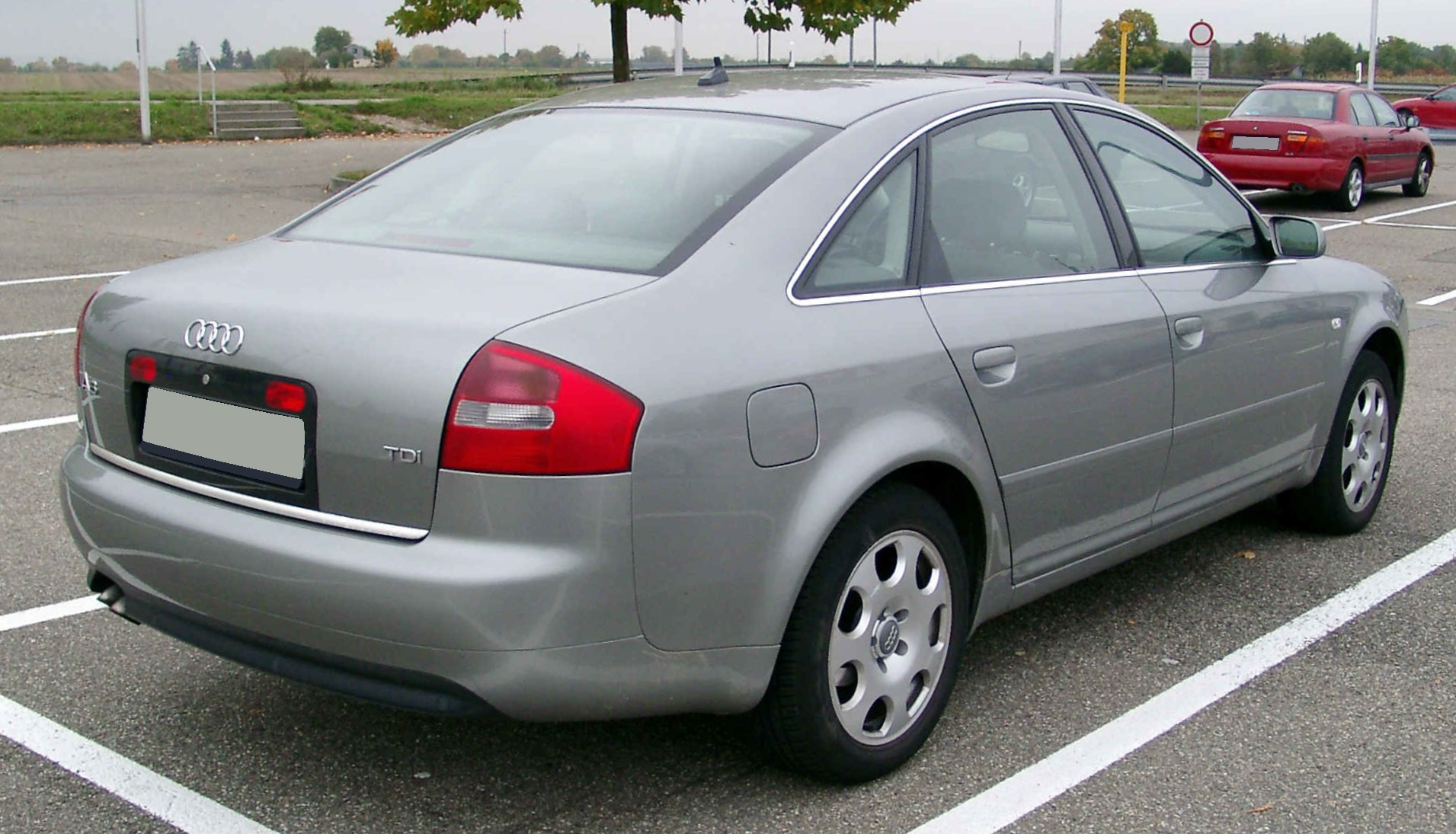
Audi A6 C5 (2001–2004)
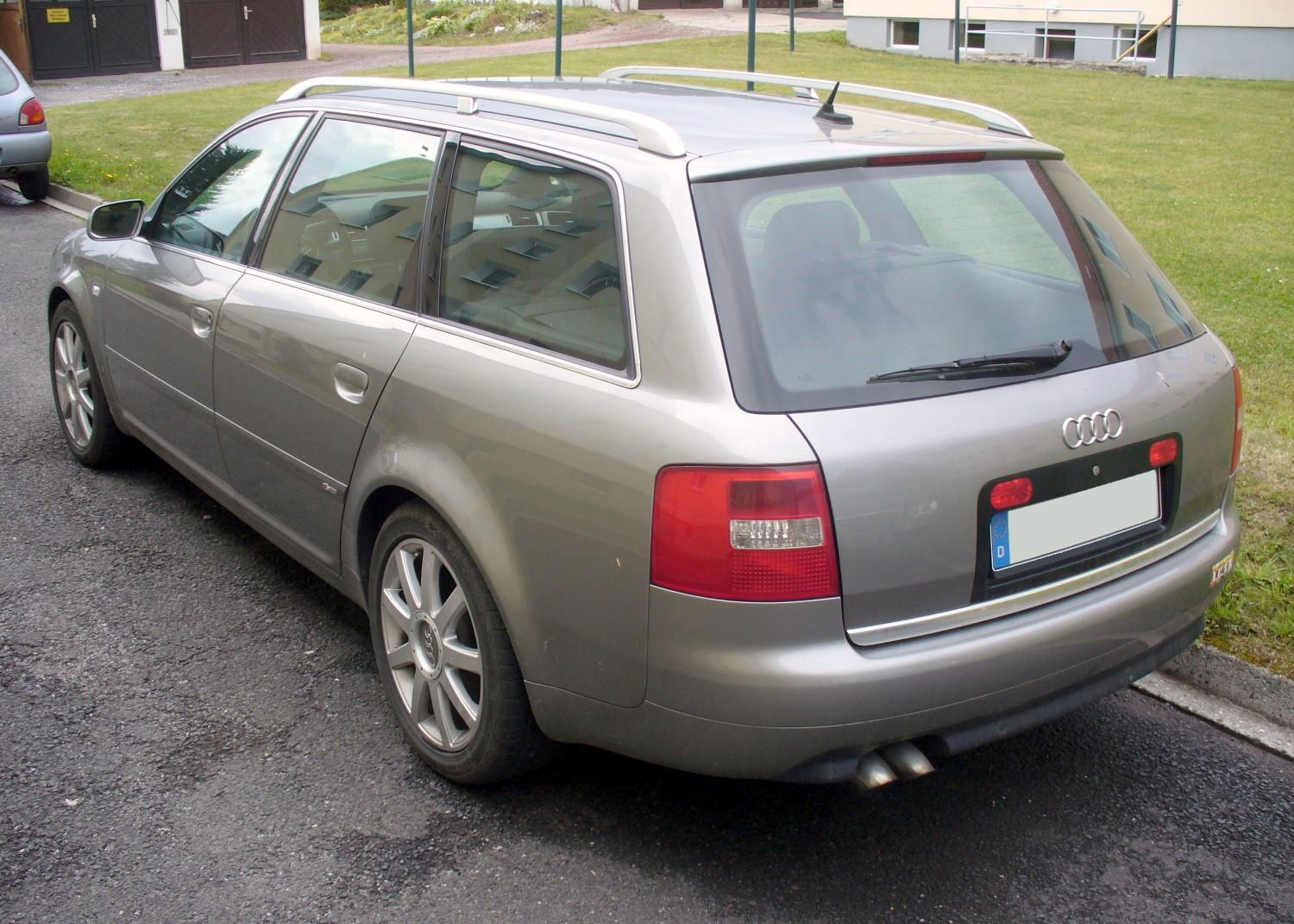
Audi A6 C5 Avant (2001–2004)

### Двигуни
Бензинові
- 1.8 л I4 20v
- 1.8 л Turbo I4 20v
- 2.0 л I4 20v
- 2.4 л V6 30v
- 2.7 л Turbo V6 30v
- 2.8 л V6 30v
- 3.0 л V6 30v
- 4.2 л V8 40v
- 4.2 л Turbo V8 40v

Дизельні
- 1.9 д I4 TDI
- 2.5 д V6 24v TDI

## Audi A6 C6/4F (2004—2011)
Audi А6 (С6) була випущена в 2004 році. Спроектована  Вальтером де Сільвою, нова А6 є еволюцією попередньої моделі, повторюючи в своєму дизайні фамільні риси Audi. Автомобіль отримав нові електронні системи, найвідомішою з яких є MMI (Multi Media Interface). MMI дозволяє за допомогою одного джойстика управляти магнітолою, навігаційною системою, клімат-контролем та іншими системами автомобіля. А6 першою з серійних машин отримала двигуни з системою впорскування FSI. У 2005 році Audi A6 отримав титул «Автомобіля планети».
У 2006 році світ побачила спортивна версія Audi S6. Пізніше з'явилася Audi RS6.

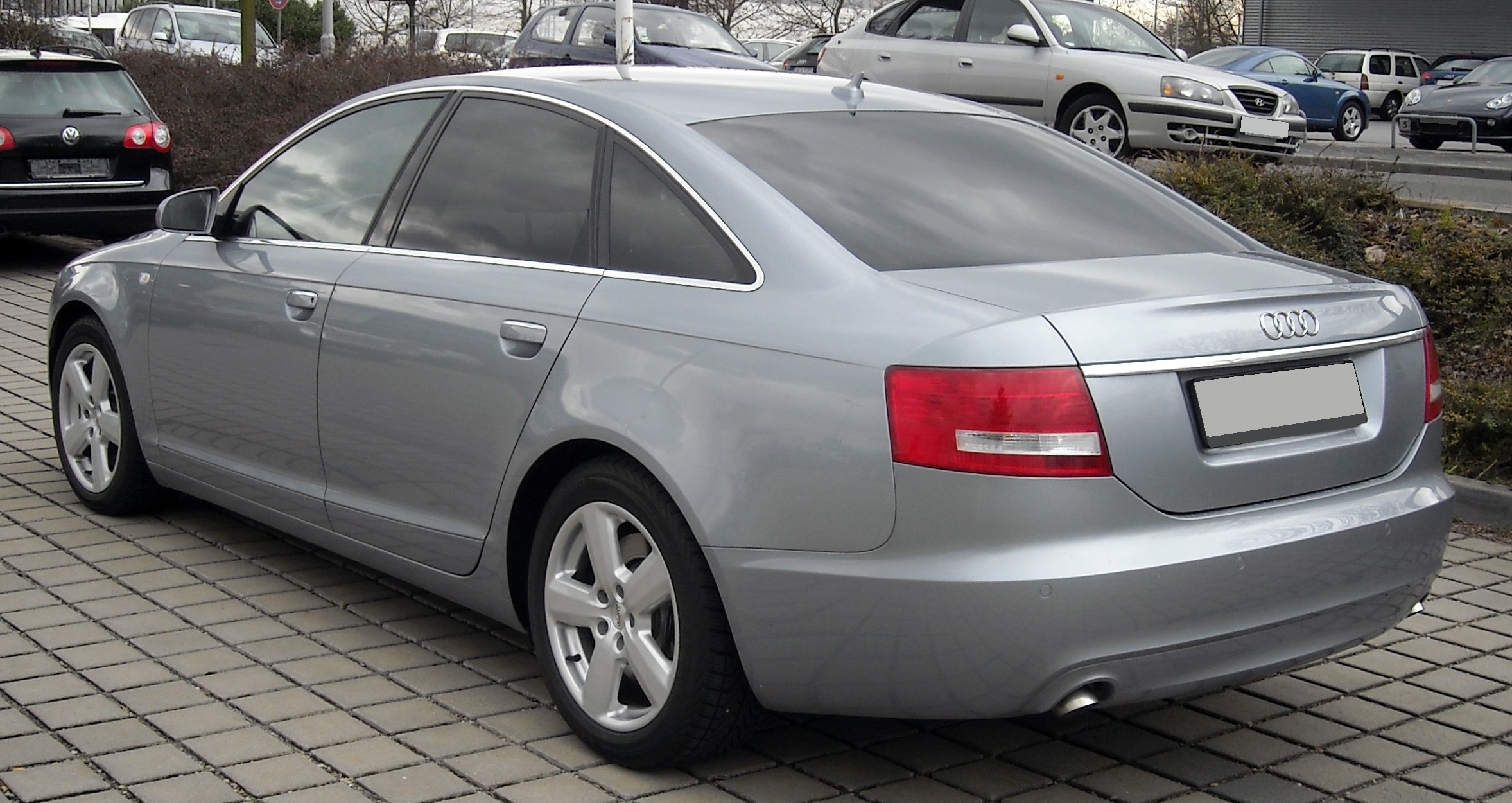
Audi A6 C6 (2004-2008)
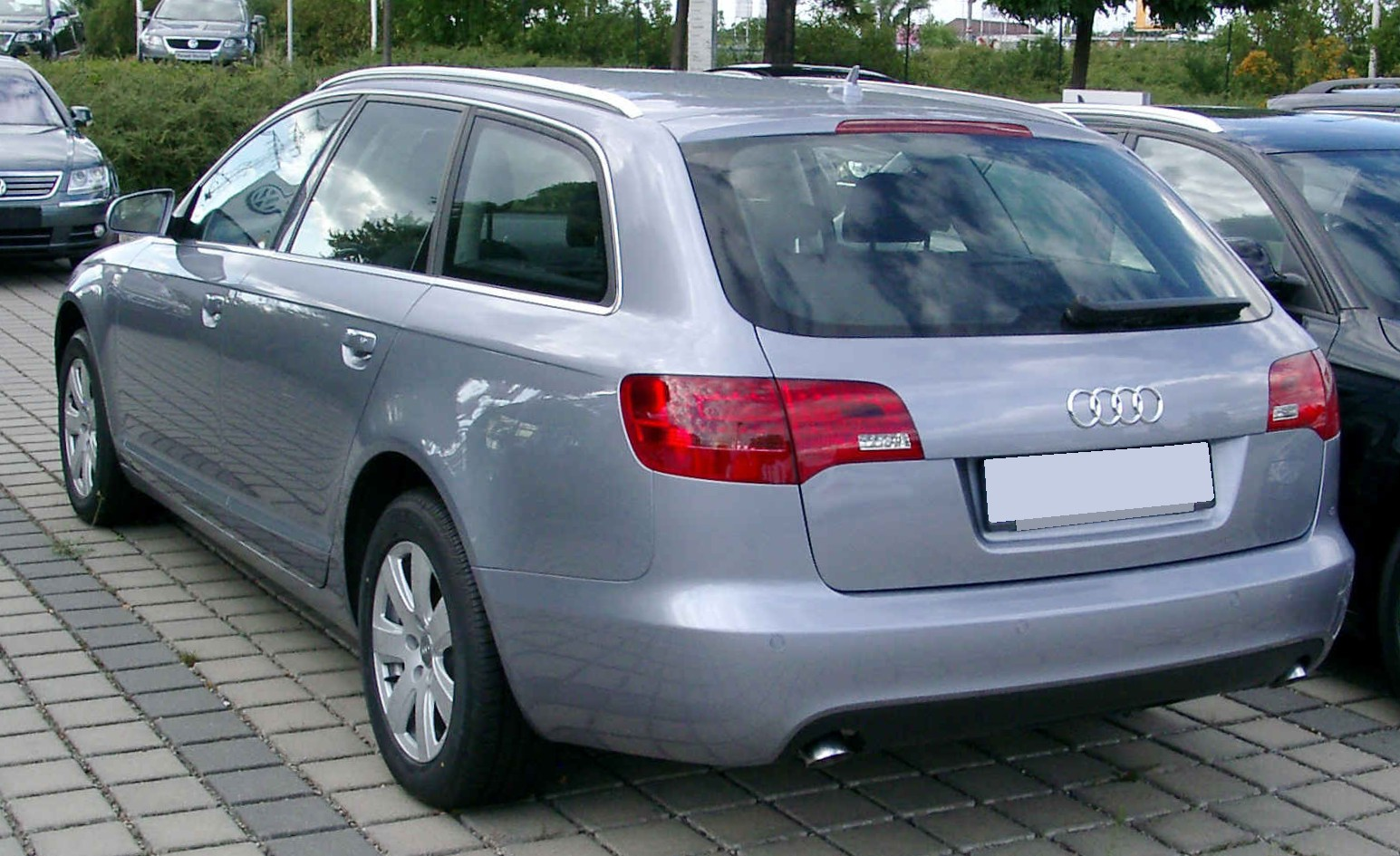
Audi A6 C6 Avant (2005-2008)
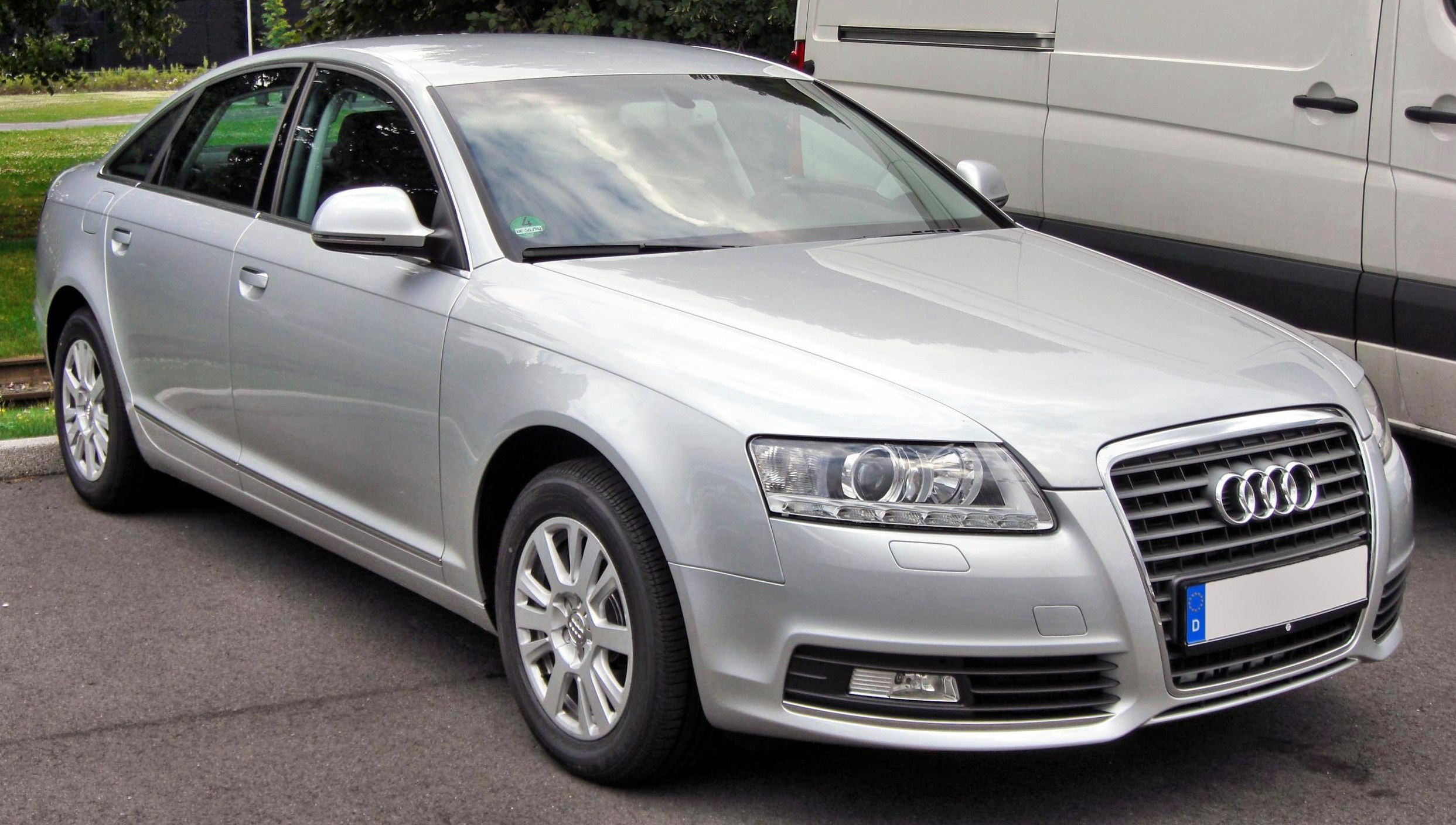
Audi A6 C6 (з 2008- )
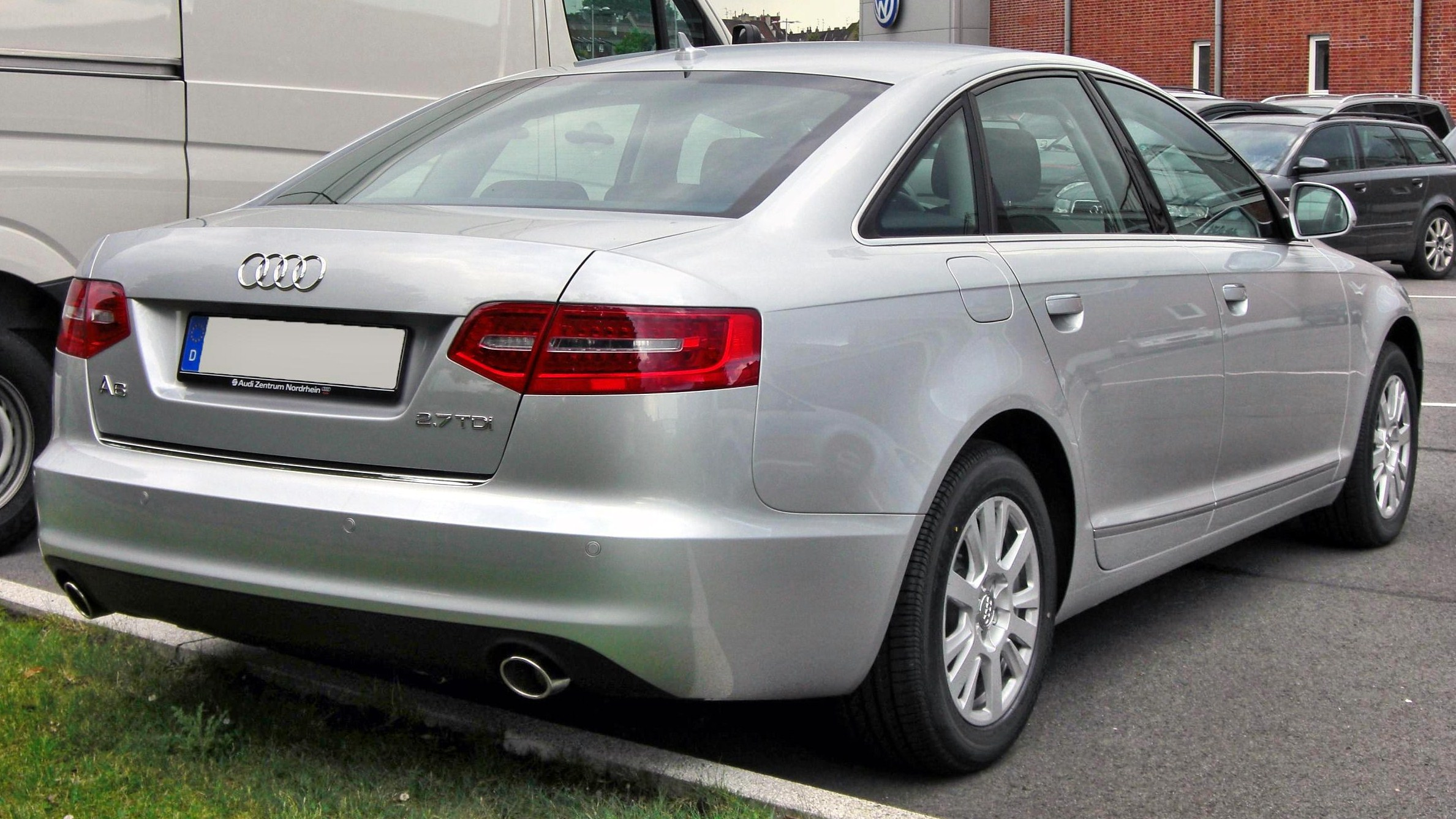
Audi A6 C6 (з 2008- )
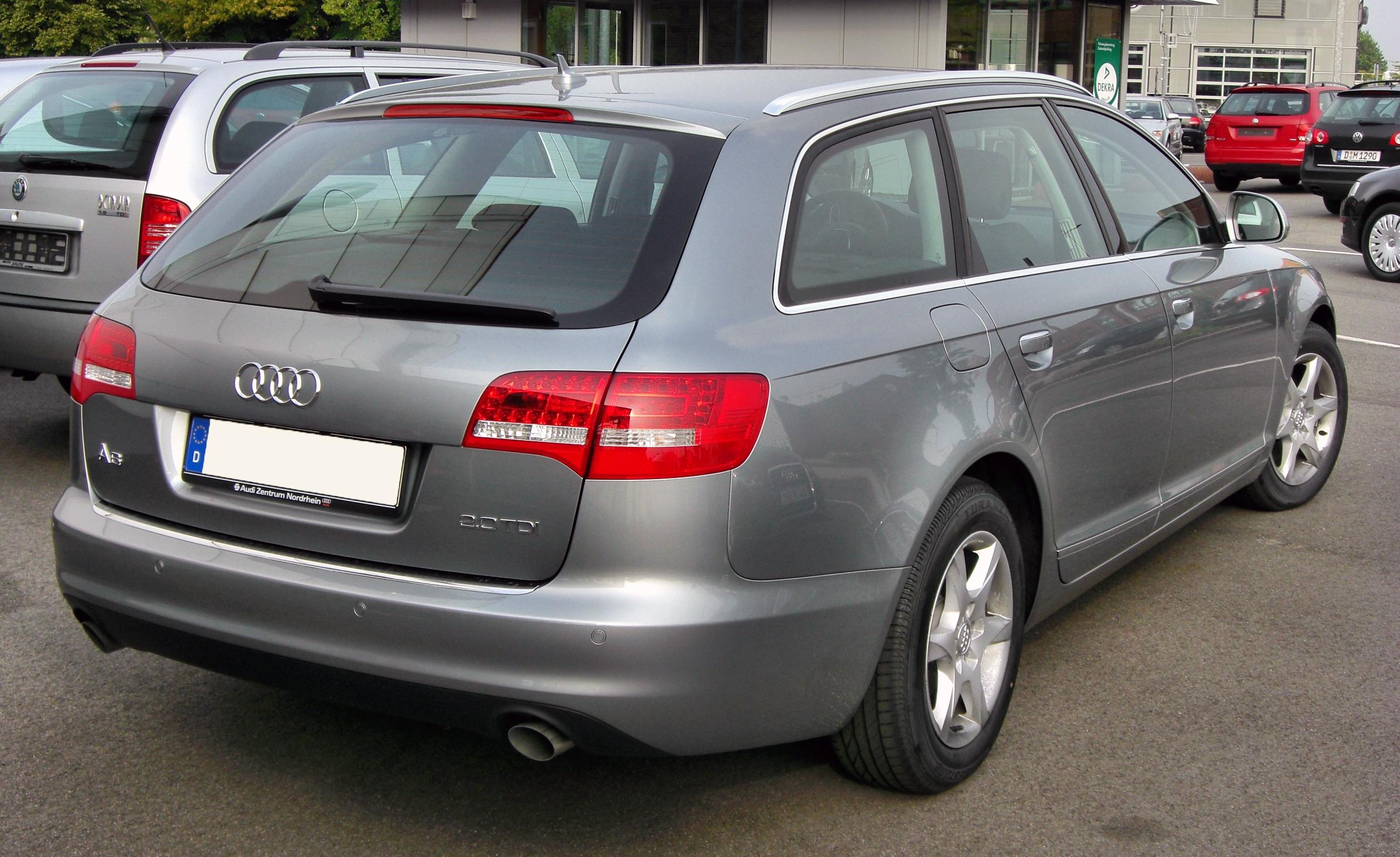
Audi A6 C6 Avant (з 2008- )

### Двигуни
Бензинові
- 2.0 л I4 TFSI
- 2.4 л V6
- 2.8 л V6 FSI
- 3.0 л V6 TFSI
- 3.2 л V6 FSI
- 4.2 л V8
- 4.2 л V8 FSI
- 5.0 л V10 biturbo
- 5.2 л V10

Дизельні
- 2.0 л I4 TDI
- 2.7 л V6 TDI
- 3.0 л V6 TDI

## Audi A6 C7/4G (2011—2018)
Четверте покоління Audi А6 (С7) було представлено в 2011 році для Європейського ринку. Технічно багато в чому схожа на Audi A7.
A6 (C7) в розмірах майже не змінилась (колісна база виросла на 76 мм), але коефіцієнт аеродинамічного опору зменшився і тепер дорівнює 0,26. Також інженери суттєво зменшили масу автомобіля, за рахунок використання кузовних деталей з алюмінію.
На старт продаж, для Європейського ринку доступні 3 дизельних (3.0 TDI 204 к.с., 3.0 TDI 245 к.c. та 2.0 TDI 177 к.с.) і 2 бензинових двигуни (2.8 FSI 204 к.с., 3.0 TFSI 300 к.с.), а також 3 види коробок передач. Для передньопривідних моделей 6-ступенева механічна і 8-діапазонний варіатор Multitronic, для повнопривідних моделей quattro 7-ступенева корбка передач з подвійним зчепленням S-tronic. Пізніше був доступний 2.0 TFSI потужністю в 180 к.с. Вперше також, як опції, доступні повністю світлодіодні фари, спортивний задній диференціал, система нічного бачення, навігаційна система з тачпадом на основі Google Maps, активна система контролю за дорожньою розміткою, проєкційний дисплей на лобове скло, аудіосистема Bang&Olufsen, система Audi Drive Select, асистент паркування, доступ в інтернет, вмонтована мережа Wi-Fi.
Попередню A6 часто критикували (у порівнянні з BMW 5-серії i Mercedes'ом E-класу) за недостатньо комфортну підвіску і відсутність багатьох систем безпеки, (таких як превентивна система зіткнення, система контролю за дорожньою розміткою та інше). Тому Audi, випускаючи нову модель, істотно попрацювала над вдосконаленням машини. Як і в інших моделях Audi, мотор змістили назад для найкращого розподілення маси, привід quattro старого поколіняя замінили новим, рульове керування (електро-механічне) теж нового покоління, яке можна самому налаштовувати, пневмопідвіску взяли з Audi A8. Audi також покращила динаміку A6. З мотором 3.0 TFSI машина розганяється за 5.5 секунд (BMW 535i за 6 секунд), а трьохлітровий дизель TDI за 6.1 секунди (BMW 530d за 6.3 секунди).
З 2012 року A6 також виходить версія з гібридним приводом. Мотор 2.0 TFSI (211 к.с.) працює в парі з 54-сильним електромотором і 8-ступеневим автоматом від ZF. На самій електротязі машина може проїхати до 3 кілометрів і розігнатись до 100 км/год.
Після редизайну 2012 року, даний автомобіль став більш конкурентоспроможним у своєму класі. Так як попередньому поколінню (2005—2011) не вдалося успішно об'єднати спортивні характеристики та комфорт під час їзди — те, що кожен чекає від німецького седана класу люкс.
Сучасний  Audi А6 став більш комфортним та приємним у водінні. Він пропонує покупцеві унікальне поєднання новітніх технологій, як наприклад, супутникова навігація GoogleMap та вбудована точка доступу Wi-Fi. У той час, як 3-літровий двигун V6 з наддувом і 8-ступенева автоматична трансмісія були запозичені від попередніх поколінь, нові автомобілі базової комплектації мають 4-циліндровий двигун. А любителі дизельних двигунів можуть вибрати TDI.

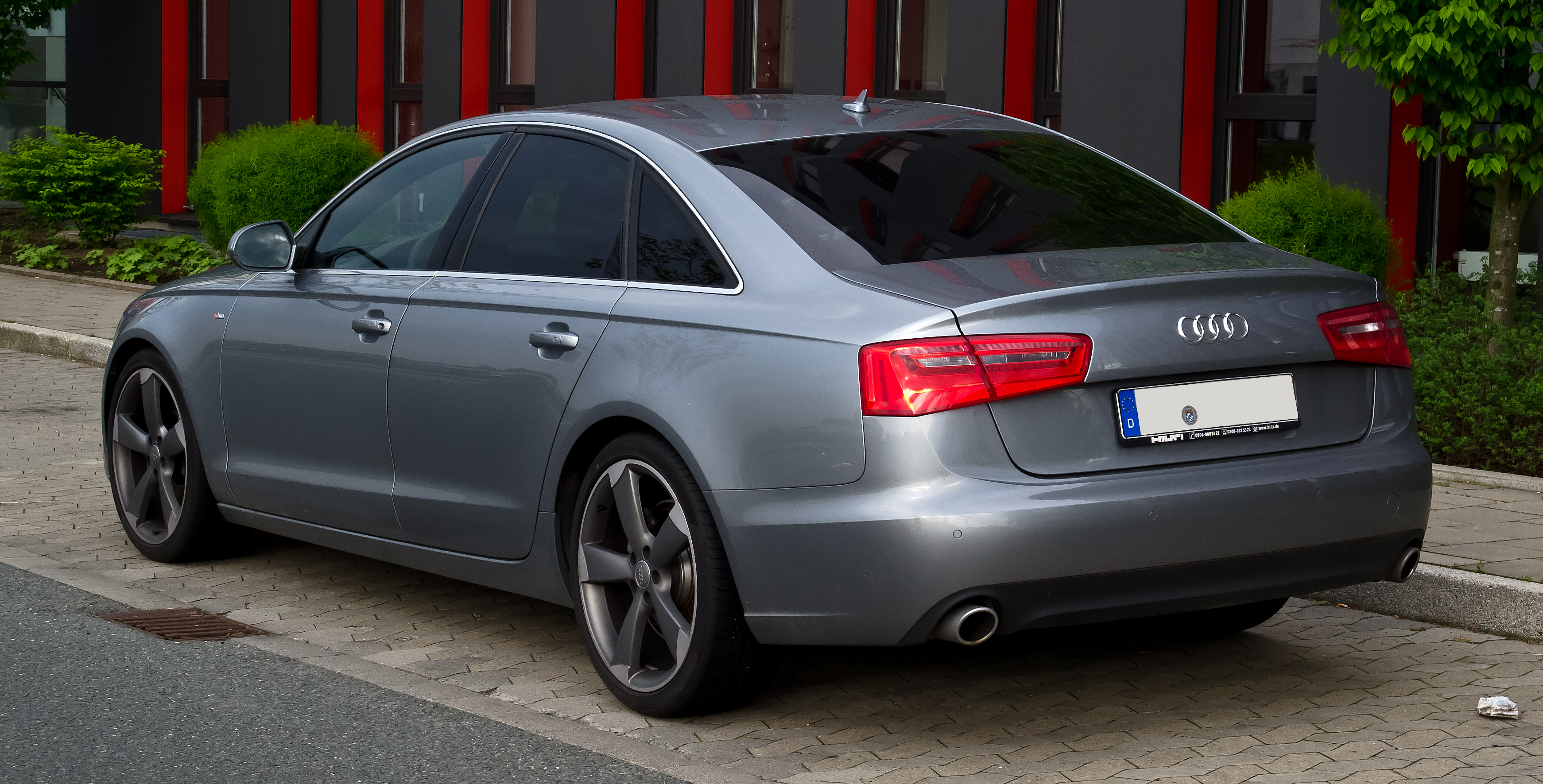
Audi A6 C7 (з 2011)
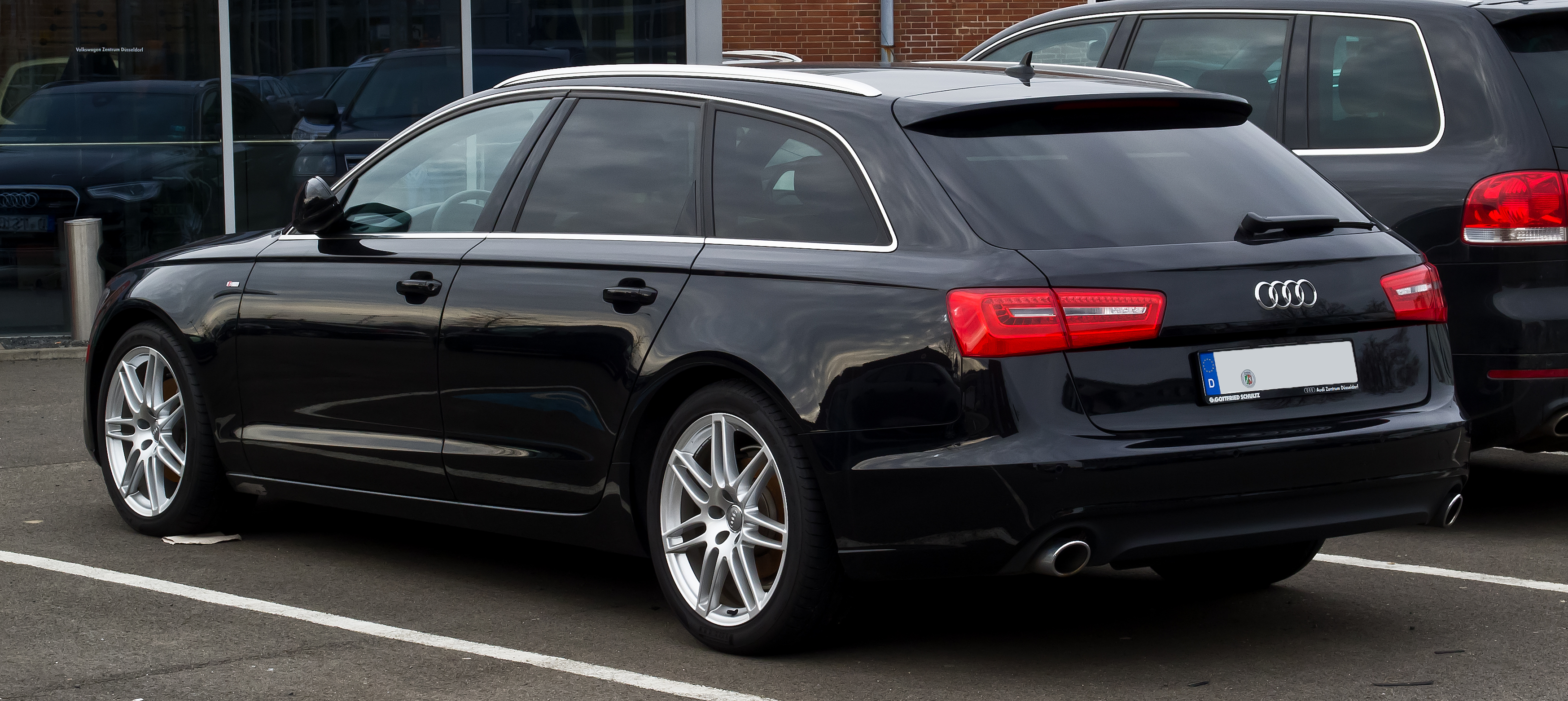
Audi A6 C7 Avant (з 2011)
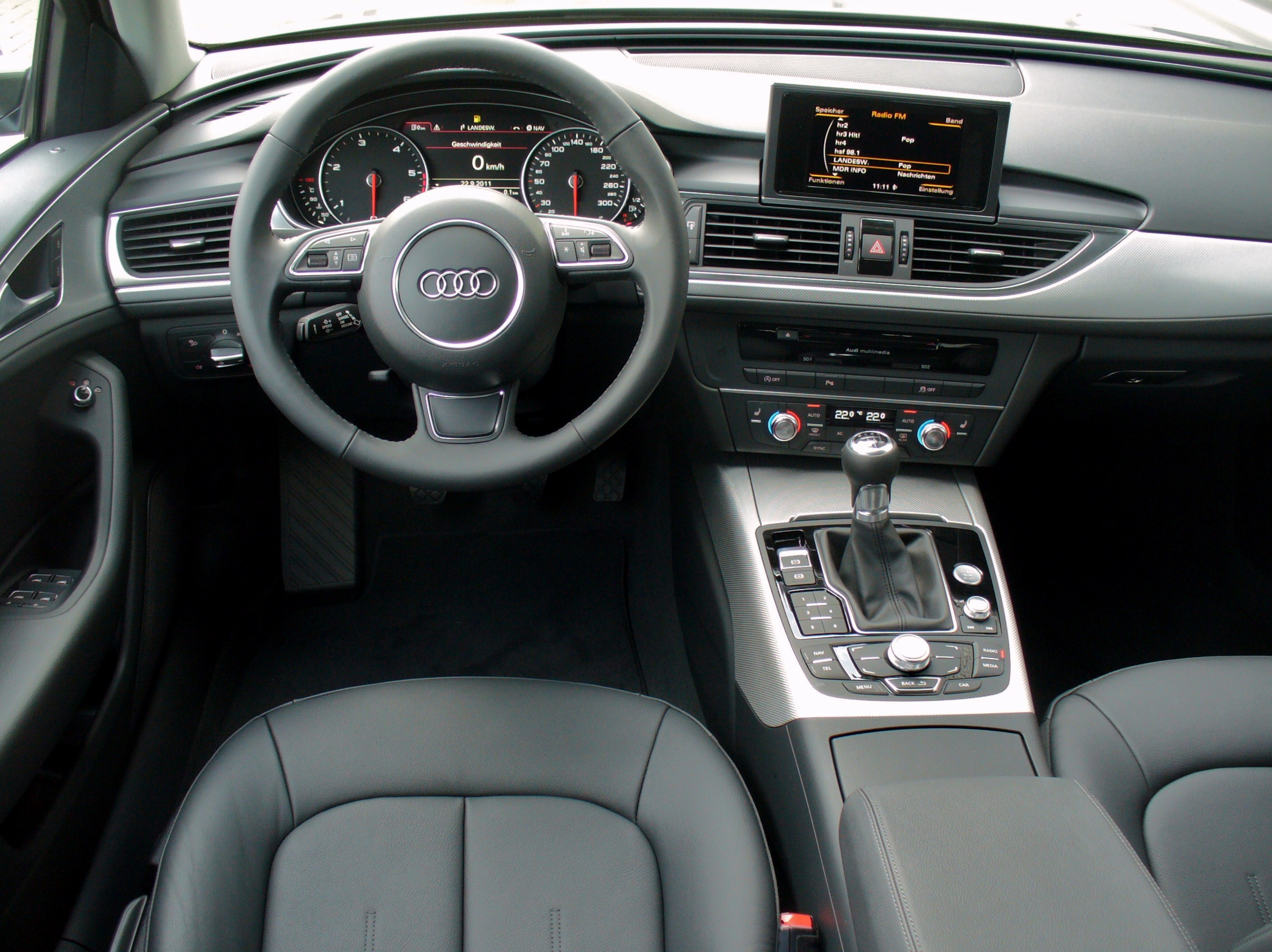
салон A6 C7
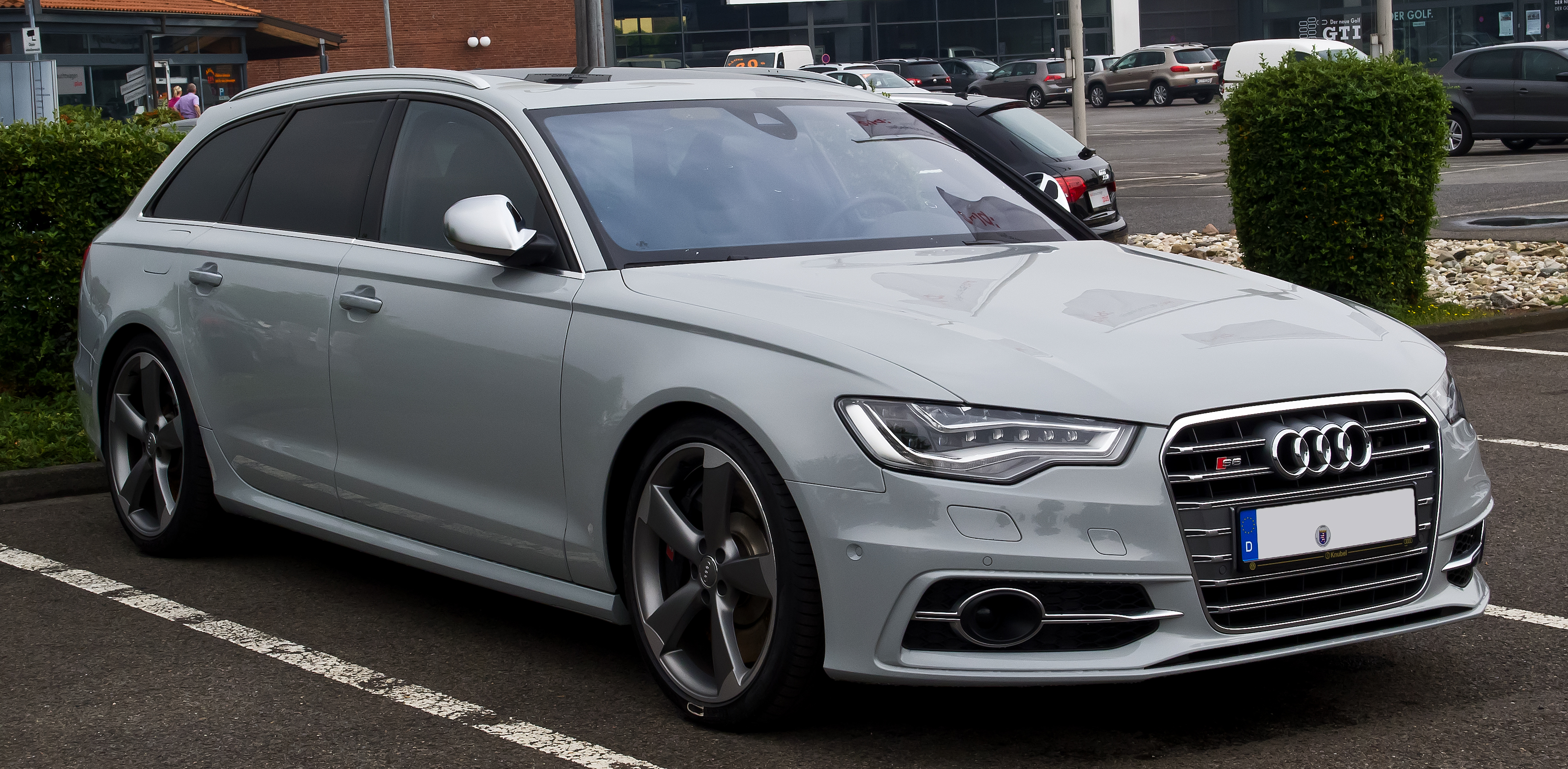
Audi S6 C7

### Двигуни
- 2.0 л TFSI I4
- 2.5 л FSI V6 (Китай)
- 2.8 л FSI V6
- 3.0 л Supercharged V6
- 2.0 л I4 Diesel
- 3.0 л V6 Diesel

## Audi A6 C8/4K (2018—)

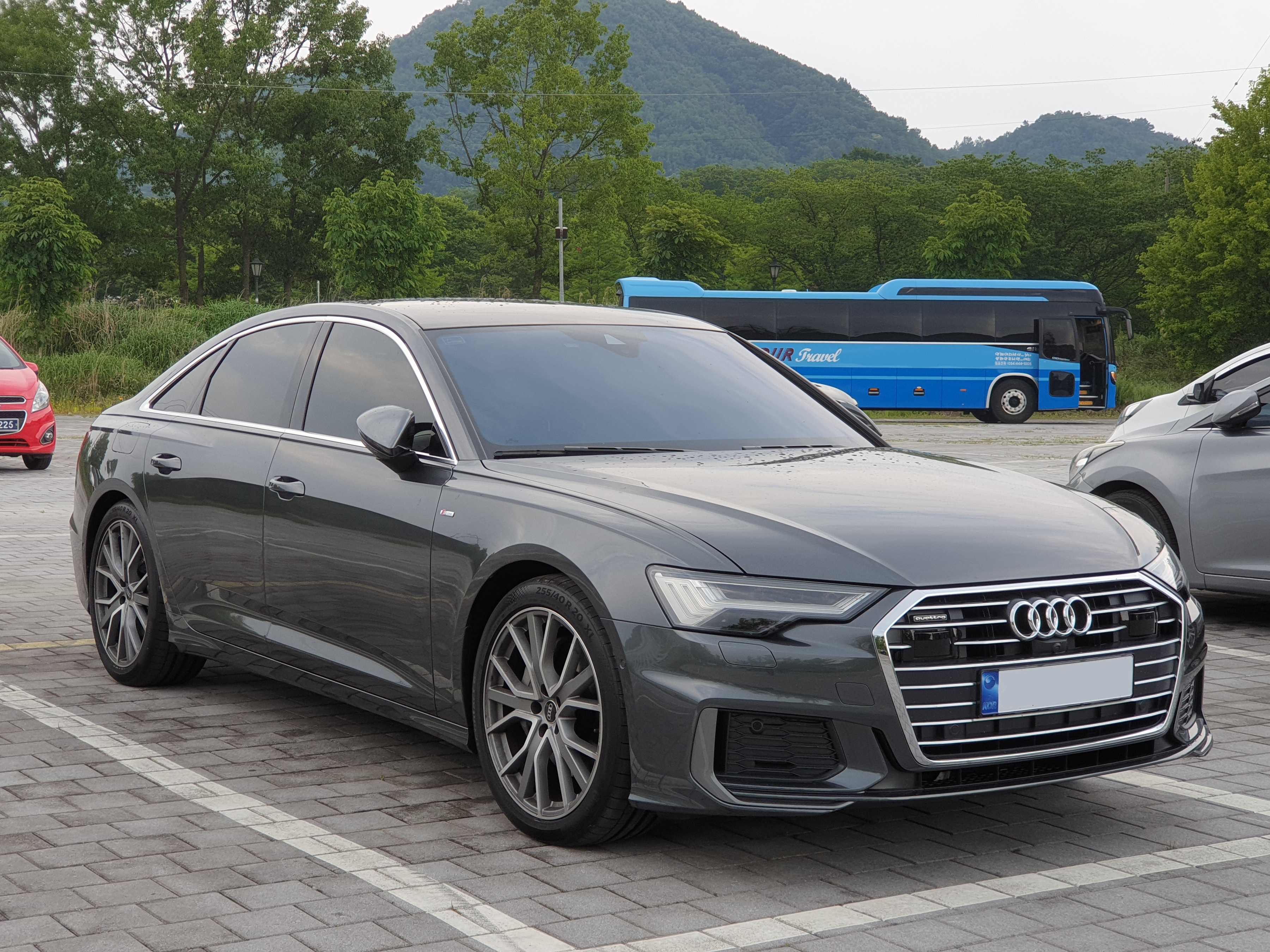
Audi A6 C8

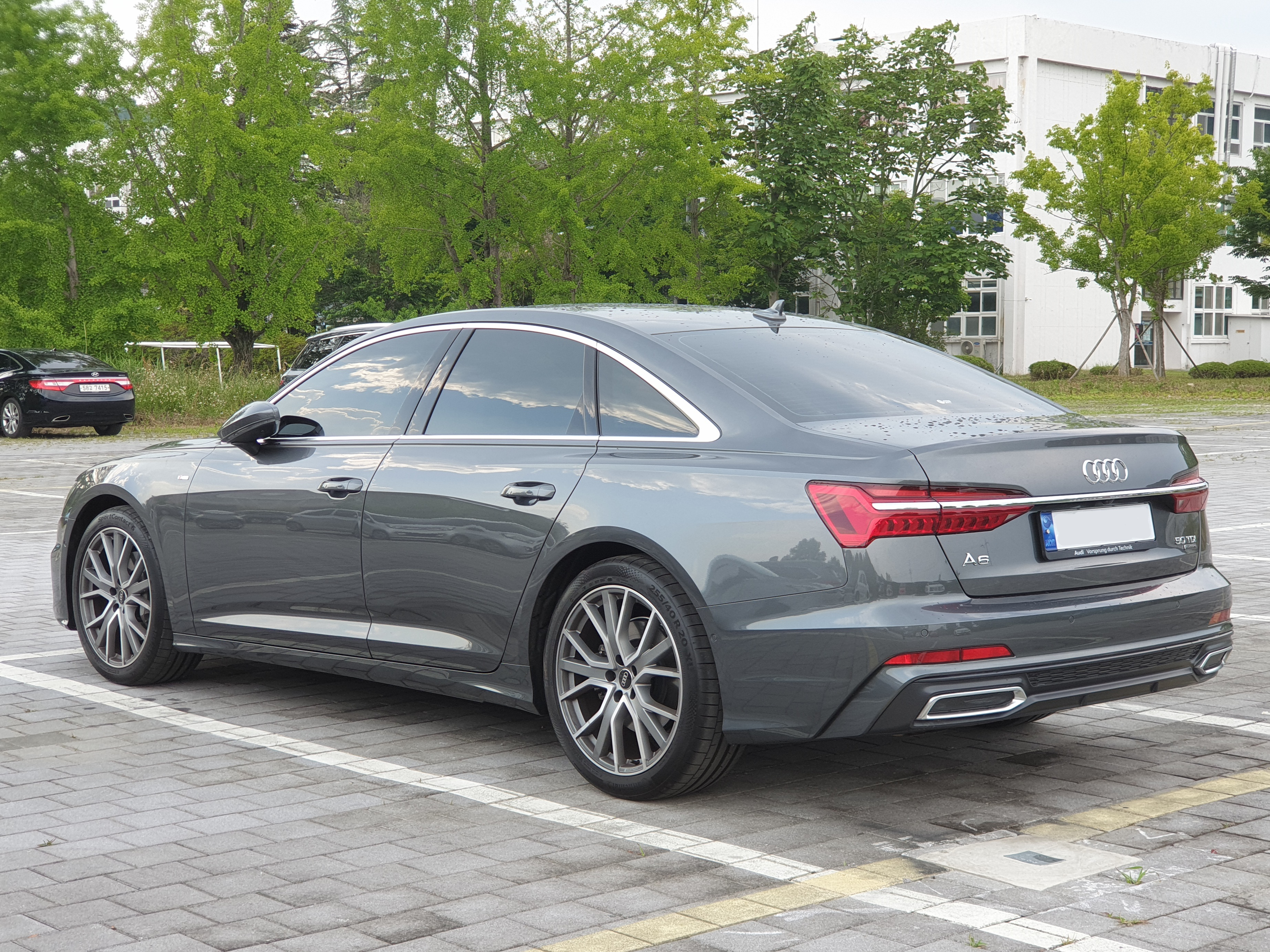
Audi A6 C8

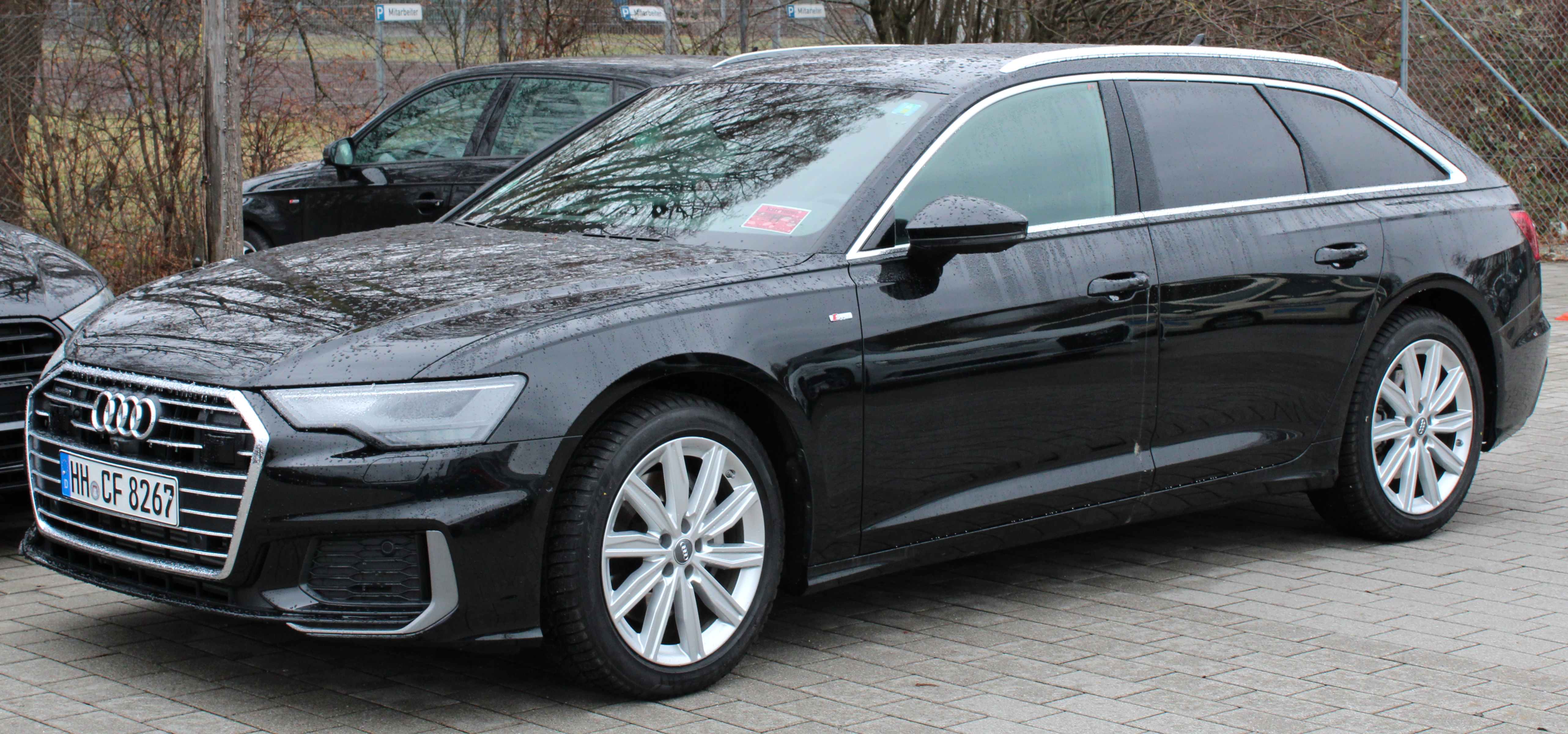
Audi A6 C8 Avant

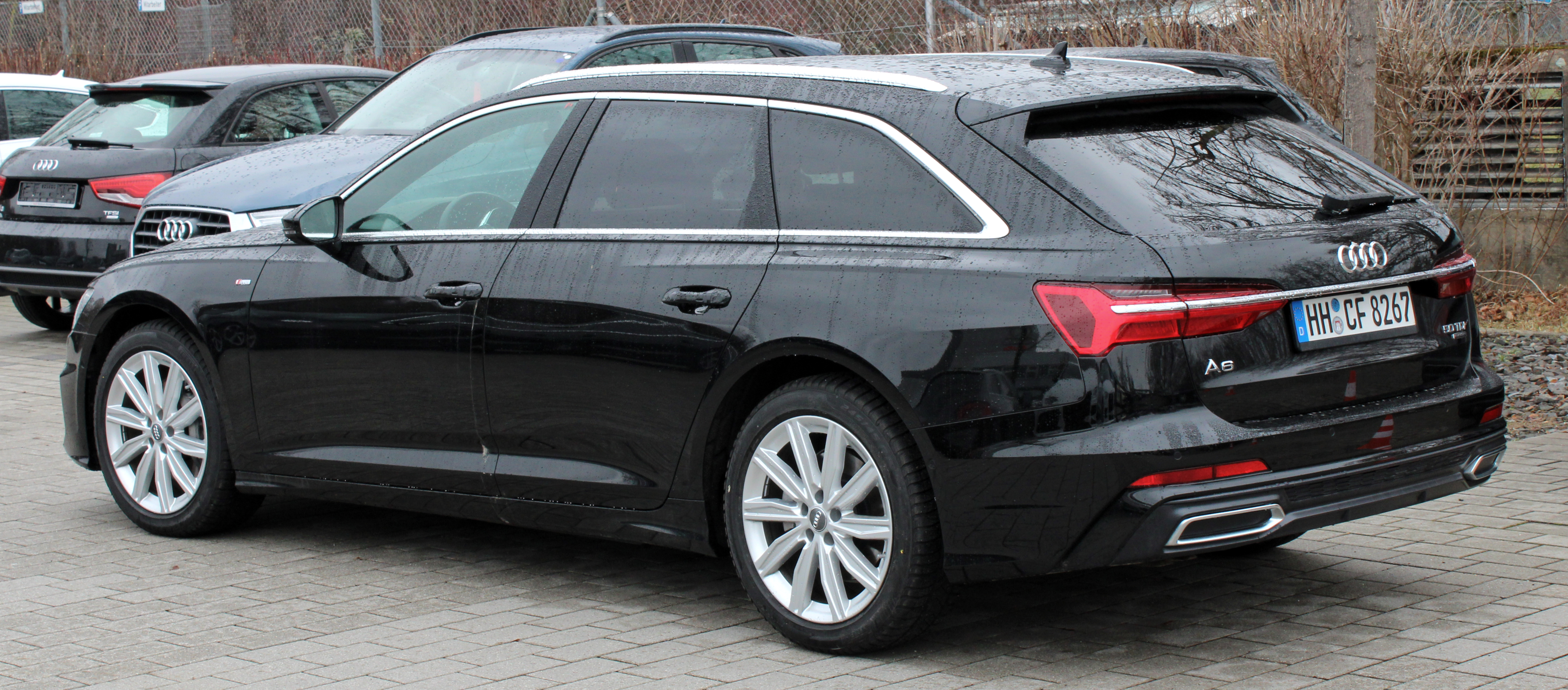
Audi A6 C8 Avant

В березні 2018 року на автосалоні в Женеві представлено п'яте покоління Audi A6 (C8). Автомобіль розроблено на модульній платформі MLBevo. Крім звичайних версій буде і гібридна модифікація.
Для новинки пропонується три різних версії фар. У топовому виконанні світлодіодних фар HD Matrix п'ять горизонтальних ліній формують унікальний світловий малюнок денних ходових вогнів і підкреслюють ширину передньої частини. Дещо глибше над ними розташовані модулі ближнього світла, що нагадують зіниці очей.
В якості опції пропонуються задні ліхтарі, кожен модуль яких складається з однієї горизонтальної лінії і дев'яти вертикальних сегментів. У зонах між ними розташовуються ліхтарі стоп-сигналів.
Топова версія включає динамічні покажчики поворотів. Завдяки функції ComingHome/LeavingHome відмикання і замикання дверей супроводжується пульсацією освітлення.
Інтер'єр А6 включає 3 великі екрани, 1 — віртуальна приладова панель і 2 екрану по центру консолі, допомагають водієві отримувати максимум потрібної інформації, а управління ними так само легко, як управління звичним нам смартфоном. 
Об'єм багажного відділення Audi A6 складає 530 л. Гібридна версія пропонує 360-літровий вантажний відсік.
У 2024 році Audi оновила дизайн решітки радіатора, переднього бампера та колісних дисків A6. Також виробник переглянув палітру доступних кольорів кузова.

### Двигуни
Бензинові
- 3.0 л V6 TFSI 340 к.с.

Дизельні
- 2.0 л I4 TDI 204 к.с.
- 2.0 л I4 TDI 231 к.с.
- 3.0 л V6 TDI 286 к.с.

## Audi A6 C9/4L (2025—)

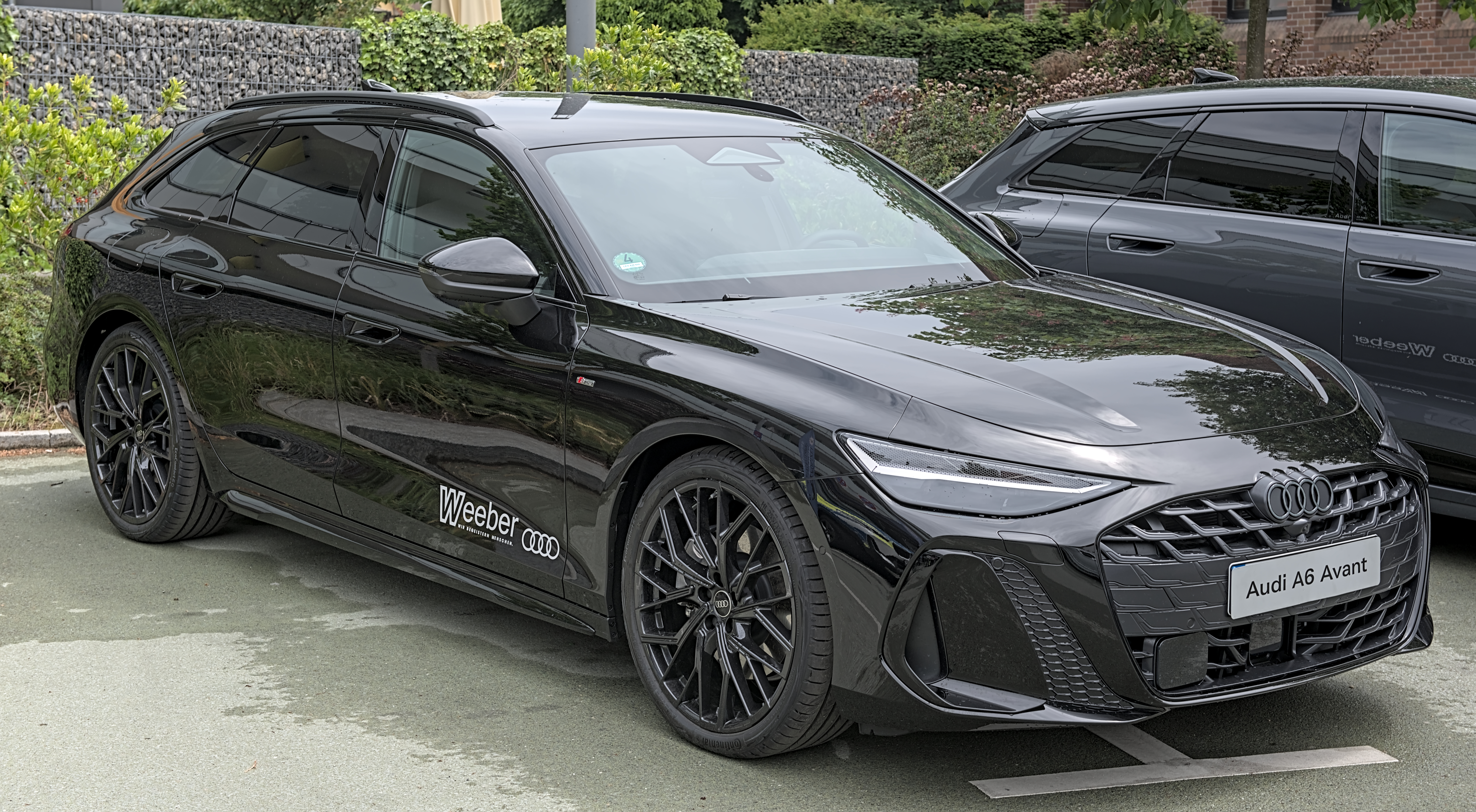
Audi A6 Avant C9

В березні 2025 року дебютував Audi A6 B9 в кузові універсал (Avant), збудована на платформі Premium Platform Combustion (PPC). Автомобіль використовує програмну платформу E³ 1.2, розроблену дочірньою компанією Volkswagen Cariad.

### Дизельні
Бензинові:
- 2.0 L EA888 I4 turbo 265 к.с. (MHEV)
- 3.0 L EA839 V6 turbo 367 к.с. (MHEV)

Дизельний:
- 2.0 L EA288 evo I4 turbo 204 к. с. (MHEV)

## Audi A6 e-tron (2024—)

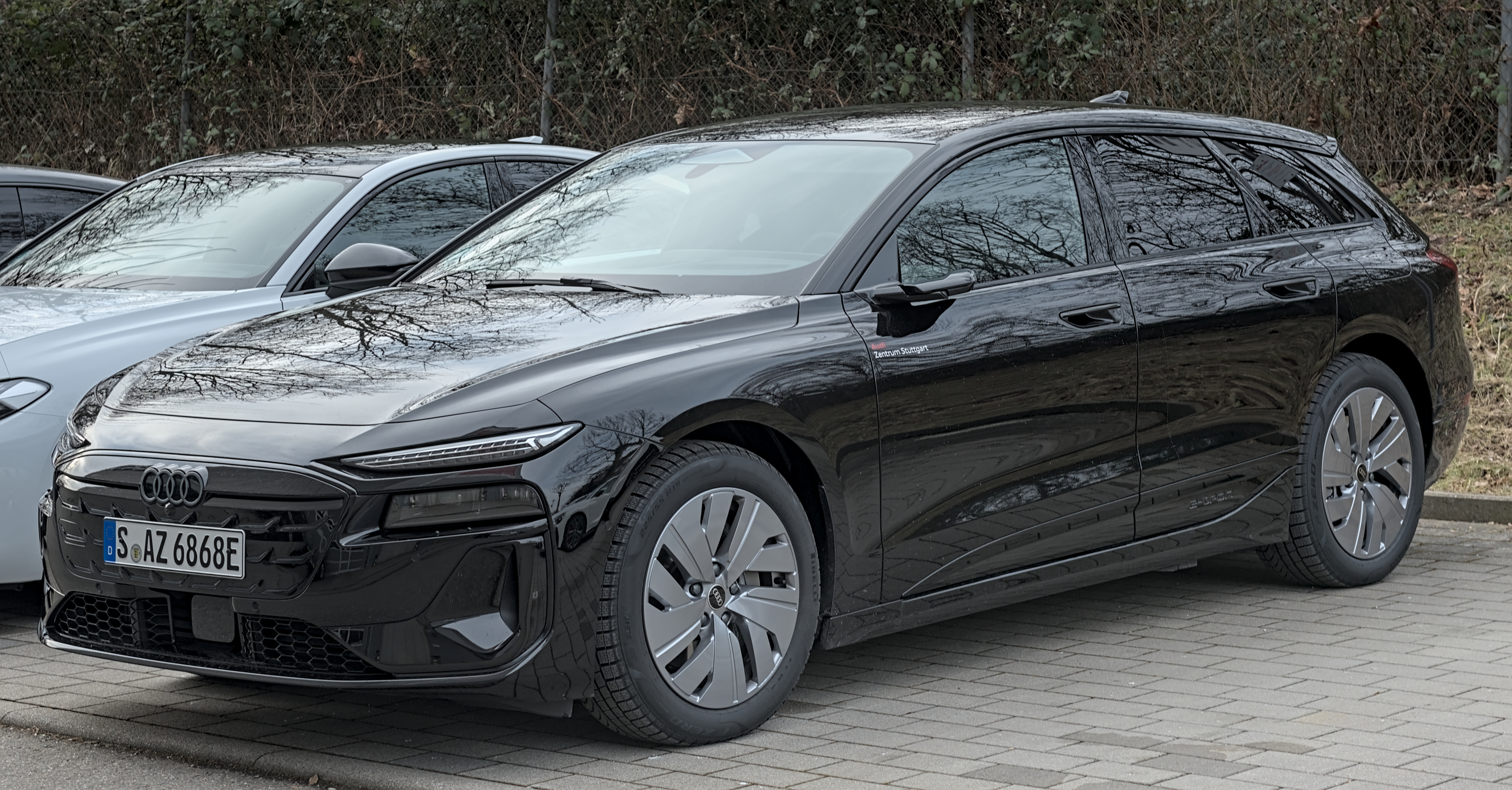
Audi S6 e-tron

На автосалоні в Шанхаї в квітні 2021 року Audi представила концепт-кар A6 e-tron Concept на акумуляторному електроприводі.
Похідний універсал A6 e-tron Avant Concept з’явився в березні 2022 року. Серійну версію представили 31 липня 2024 року.
Електромобіль побудований на абсолютно новій платформі РРЕ (Premium Platform Electric), розробленій разом із Porsche.